# Kraftwerk Göschenen
Kraftwerk Göschenen är ett vattenkraftverk i Schweiz.   Det ligger i kantonen Uri, i den centrala delen av landet, 90 km öster om huvudstaden Bern. Kraftwerk Göschenen ligger 1 094 meter över havet.
Terrängen runt Kraftwerk Göschenen är huvudsakligen bergig. Kraftwerk Göschenen ligger nere i en dal. Runt Kraftwerk Göschenen är det glesbefolkat, med 17 invånare per kvadratkilometer.. Närmaste större samhälle är Erstfeld, 17,6 km norr om Kraftwerk Göschenen. 
Trakten runt Kraftwerk Göschenen består i huvudsak av gräsmarker.